# Hypothyris callispila
Hypothyris callispila är en fjärilsart som beskrevs av Bates 1866. Hypothyris callispila ingår i släktet Hypothyris och familjen praktfjärilar. Inga underarter finns listade i Catalogue of Life.